# Maria Rohm
Maria Rohm, nome d'arte di Helga Grohmann (Vienna, 13 agosto 1945 – Toronto, 18 giugno 2018), è stata un'attrice austriaca.

## Biografia
Ancora bambina, recitò al Burgtheater di Vienna. Iniziò la sua carriera di attrice cinematografica nel 1964, dopo aver sposato il produttore inglese Harry Alan Towers il 28 febbraio di quell'anno. Lavorò quasi esclusivamente nelle produzioni del marito, ma accanto ad attori di grande calibro - tra cui Christopher Lee e Orson Welles - e, a partire da 99 donne, spesso nel ruolo di protagonista o coprotagonista femminile.
Lasciò molto presto la recitazione, iniziando negli anni ottanta a lavorare quale segretaria di produzione del marito. Successivamente intervistata per gli extra del DVD statunitense di Paroxismus, non è voluta apparire in video.
Soprannominata Schnitzel ("scaloppina" o anche, abbinato all'aggettivo Wiener, legato alla sua città natale, "costoletta"), la sua bellezza nordica, aristocratica e fragile ha rappresentato un ingrediente fondamentale dei film prodotti da Towers, nonché - secondo quanto ha sostenuto lo storico Carlos Aguilar - uno strumento efficace e concreto per attirare gli investimenti dei co-produttori. Tuttavia Maria Rohm è stata al tempo stesso un'attrice che, calata in ruoli a lei congeniali, ha saputo mostrare un autentico talento interpretativo, come nel ruolo malinconico e perverso di Madame St. Ange in Philosophy in the Boudoir di Jesús Franco.
È morta a Toronto il 18 giugno 2018.

## Filmografia
- Teufel im Fleisch, regia di Hermann Wallbrück (1964)
- Operazione Zanzibar (Mozambique), regia di Robert Lynn (1964)
- 24 ore per uccidere (24 Hours to Kill), regia di Peter Bezencenet (1965)
- La diabolica spia (City of Fear), regia di Peter Bezencenet (1965)
- Il nostro uomo a Marrakesh (Our Man in Marrakesh), regia di Don Sharp (1966)
- I cinque draghi d'oro (Five Golden Dragons), regia di Jeremy Summers (1967)
- Le labbra proibite di Sumuru (The Million Eyes of Sumuru), regia di Lindsay Shonteff (1967)
- La vendetta di Fu Manchu (The Vengeance of Fu Manchu), regia di Jeremy Summers (1967)
- Le false vergini (La casa de las mil muñecas), regia di Jeremy Summers (1967)
- Hula Hula, la femmina della giungla (The Face of Eve), regia di Jeremy Summers e Robert Lynn (1968)
- The Blood of Fu Manchu, regia di Jesús Franco (1968)
- 99 donne (Der heiße Tod), regia di Jesús Franco (1969)
- Sumuru regina di Femina (Die sieben Männer der Sumuru), regia di Jesús Franco (1969)
- Justine ovvero le disavventure della virtù (Marquis de Sade: Justine), regia di Jesús Franco (1969)
- Paroxismus, regia di Jesús Franco (1969)
- Il trono di fuoco (The Bloody Judge), regia di Jesús Franco (1970)
- De Sade 70, regia di Jesús Franco (1970)
- Il conte Dracula (Nachts, wenn Dracula erwacht), regia di Jesús Franco (1970)
- Il dio chiamato Dorian (Das Bildnis des Dorian Gray), regia di Massimo Dallamano (1970)
- Criniera selvaggia (Black Beauty), regia di James Hill (1971)
- Sex Charade, regia di Jesús Franco (1972)
- L'isola del tesoro (Treasure Island), regia di John Hough (1972)
- Il richiamo della foresta (The Call of the Wild), regia di Ken Annakin (1972)
- ...e poi, non ne rimase nessuno (Ein Unbekannter rechnet ab), regia di Peter Collinson (1974)
- El asesino no está solo, regia di Jesús García de Dueñas (1974)
- Closed Up-Tight, regia di Cliff Owen (1975)
- La fine dell'innocenza (Blue Belle), regia di Massimo Dallamano (1976)